# Dorotheerkloster

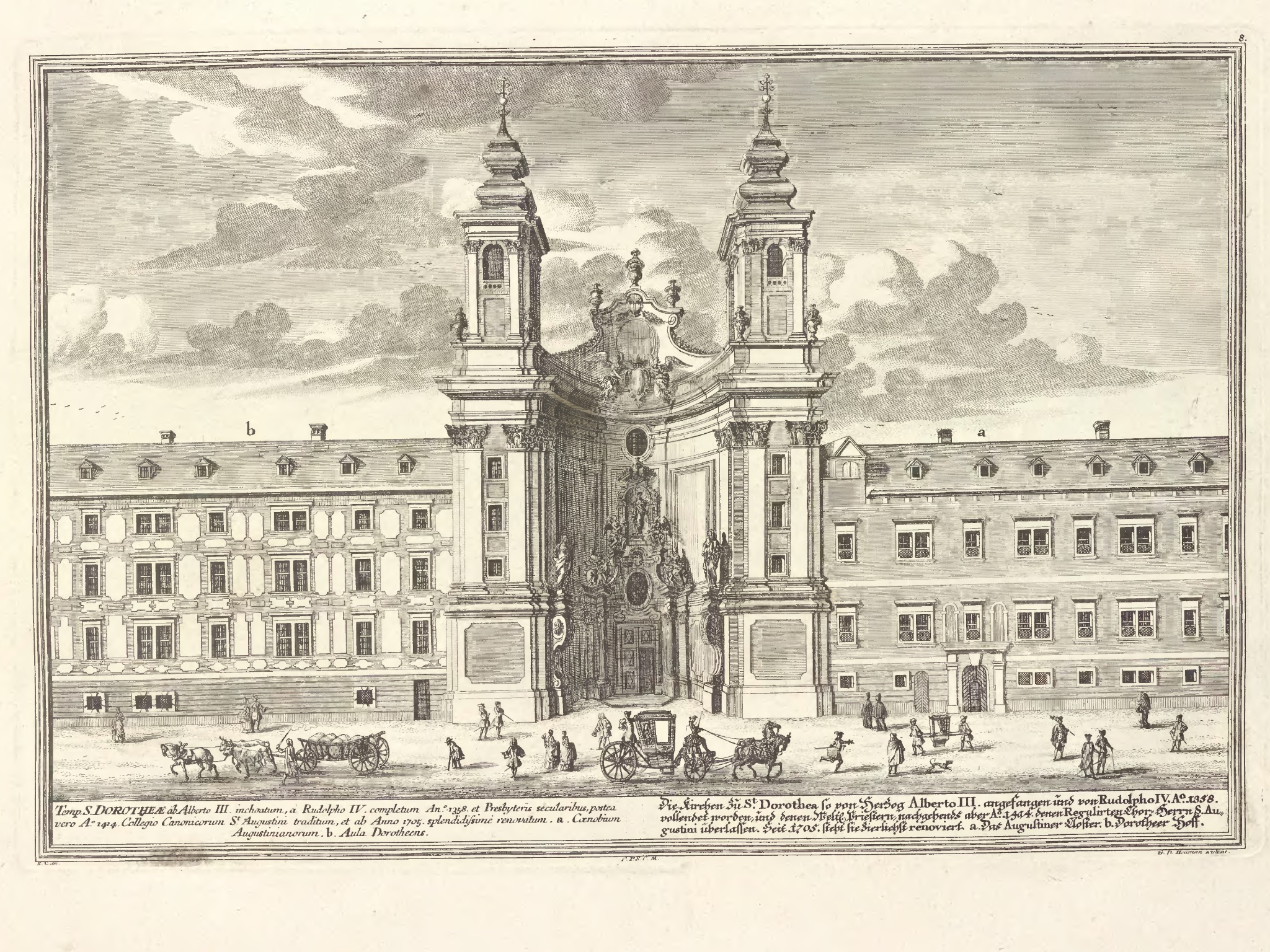
Dorotheerkirche und Kloster im Jahr 1724. Stich von Salomon Kleiner.

Das Dorotheerkloster war ein Augustiner-Chorherrenstift in Wien.
Die ursprüngliche Absicht, bei der Kirche St. Dorothea in Wien ein Kloster zu stiften geht auf Albrecht IV. zurück. Aufgrund seines frühen Todes konnte die Gründung allerdings erst durch seinen Sohn Albrecht V. 1414 realisiert werden.
Das 1419 bis 1422 durch den Znaimer Baumeister Nikolaus Altmann anstelle einer älteren, 1360 geweihten Dorotheakapelle errichtete Kirchenbau war eine vergleichsweise kurze, dreischiffige Basilika, der dann ein Hochchor mit Netzgewölbe und einem Sterngewölbe im Chorschluss zugefügt wurde. Die formale Ausgewogenheit des mit weiten Maßwerkfenstern und komplexer Rippenfiguration ausgestatteten Dorotheerchores lässt, so Perger/Brauneis, auf die Bauhütte des Stephansdoms unter Laurenz Spenning als für den Bau verantwortlich schließen. Die Weihe erfolgte 1473 durch den Patriarchen von Aquileja, Marco Barbo. Um 1620 wurde der Kirche ein schlanker Westturm zugefügt, der aber bereits 1702 zusammen mit dem Kirchenschiff abgerissen und bis 1704 durch eine monumentale barocke Zweiturmfassade mit konkav einschwingenden Mittelteil nach Plänen von Matthias Steinl ersetzt wurde.
Neben dem Schottenstift zählte St. Dorothea zu den reichsten Klöstern Wiens. 1786 wurde das Augustiner-Chorherrenstift im Zuge der Josephinischen Reformen aufgelöst. In der Klosterkirche befand sich das berühmte Grabmal des Niklas von Salm (von Bildhauer Loy Hering), welches heute als Leihgabe der Familie Salm-Reifferscheidt in der Wiener Votivkirche aufgestellt ist.
An Stelle des 1898 abgebrochenen Dorotheerklosters befindet sich dort heute das Palais Dorotheum. Vis-a-vis dem Dorotheerkloster befand sich das Königinkloster, welches ebenfalls im Zuge der Josephinischen Reformen aufgelöst wurde.